# Commaladera hildebrandti
Commaladera hildebrandti är en skalbaggsart som beskrevs av Brenske 1900. Commaladera hildebrandti ingår i släktet Commaladera och familjen Melolonthidae. Inga underarter finns listade i Catalogue of Life.